# Raphimetopus
Raphimetopus is een geslacht van vlinders van de familie snuitmotten (Pyralidae), uit de onderfamilie Phycitinae.

## Soorten
- R. ablutella (Zeller, 1839)
- R. incarnatella (Ragonot, 1887)
- R. nitidicostella (Ragonot, 1887)
- R. spinifrontella Ragonot, 1888